# Marienkapelle (Bamberg)

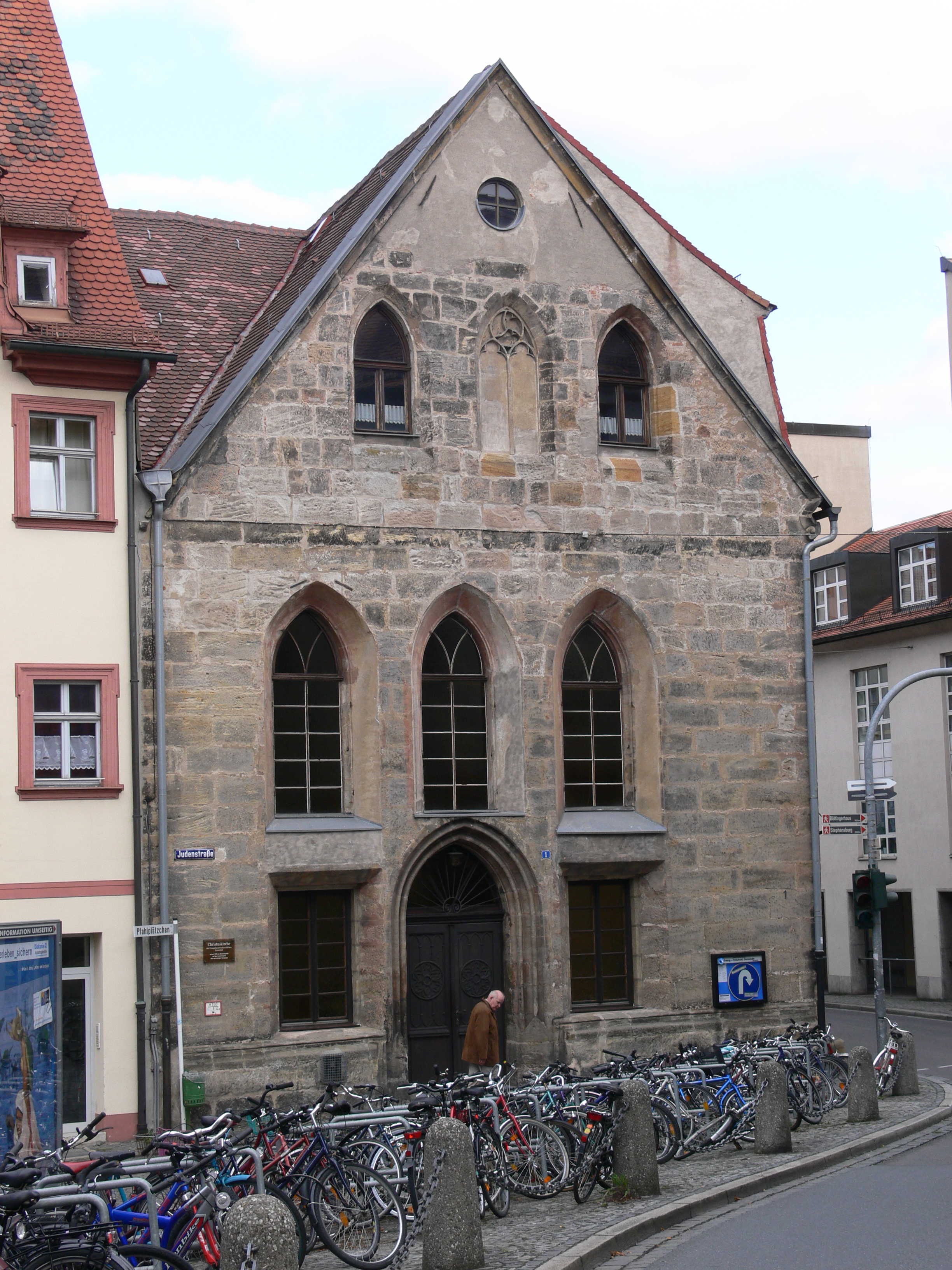
Ehemalige Marienkapelle

Die Marienkapelle in Bamberg ist ein Kirchengebäude in der Judenstraße. Dieser Bau wurde anstelle der geschleiften Synagoge neu errichtet. Die Marienkapelle wurde 1803 säkularisiert. Als Gotteshaus diente der Zweckbau von 1946 bis 2008 der Bamberger Baptistengemeinde unter dem Namen Christuskirche als Gemeindezentrum.
Aufgrund ihrer Vergangenheit heißt die Marienkapelle im Volksmund auch Judenkapelle.

## Geschichte
Im Geviert der Straßen Schrannenplatz/Lugbank/Pfahlplätzchen/Balthasargäßchen/Judenstraße befand sich die erste nachweisbare Siedlung jüdischer Einwohner in Bamberg. In diesem Bauquartier befand sich die Judenschule und die Synagoge. Wann letztere erbaut wurde, lässt sich derzeit nicht feststellen.
Wohl mit der Judenverfolgung und -vertreibung 1348 unter dem Bischof von Bamberg  Friedrich I. von Hohenlohe endete der Bauvorgänger als Synagoge. Jedoch erst 1428 wurde dieses Bauwerk erstmals als „Unserer Lieben Frauen Kapellen“ erwähnt. Hartmann Schedel vermerkte 1502 in einem hebräisch geschriebenen Gebetbuch, das er von den Dominikanern erworben hatte, dass es in der Synagoge aufgefunden wurde.
Vor 1470 ließ Kanoniker Johann Marschalk von Ebneth die überalterte ehemalige Synagoge durch einen Neubau ersetzen, den Weihbischof Johann Goldener am 2. Juli 1470 weihte. Es ist aber nicht klar, wie viel Bausubstanz der Synagoge im bestehenden Bau noch erhalten ist. Im Laufe des 18. Jahrhunderts wurde die Kapelle barockisiert. Am 1. Oktober 1803 wurde der Gottesdienst eingestellt und das Inventar veräußert. Die Kapelle kam dann in den Besitz des Sammlers Paul Bundle, der sie als Lagerraum benutzte. Im Jahr 1832 erwarb die Stadt Bamberg das Gebäude und richtete im Dachgeschoss eine Wohnung für den Schrannenwärter ein. Im Kapellenraum wurde 1876 eine Turnhalle eingerichtet, die noch weit in das 20. Jahrhundert hinein benutzt wurde. 1946 benutzte die US-Standortverwaltung Bamberg die Kapelle als evangelisches Gotteshaus. Im Jahr 1951 verkaufte die Stadt Bamberg die Kapelle an den Bund Evangelisch-Freikirchlicher Gemeinden in Deutschland (Baptisten), in deren Eigentum sie sich noch befindet.
Nachdem die Baptistengemeinde am Bamberger Stadtrand 2008 ein neues Gemeindezentrum eingeweiht hat, steht das Gebäude abermals zum Verkauf.

## Transferiertes Kulturgut
Das Altarblatt Maria im Ährenkleid, das sich ursprünglich in der Kapelle befand, ging später an die Sammlung Martin von Reider nach Bamberg. 1859 wurde es vom Bayerischen Nationalmuseum in München übernommen. Altarblätter mit dem gleichen Motiv befinden sich in der Oberen Pfarre und im Historischen Museum in der Alten Hofhaltung Bamberg.